# ハンギョドン
ハンギョドン（ラテン文字表記：Hangyodon）は、日本のサンリオによるキャラクター。デザイナーはバッドばつ丸の制作も手掛けた井上・ヒサト、原田香。1984年にキャラクター開発。中国出身の半魚人という設定であり、公式サイト内の特徴では「ふしぎ系」に分類される。

## キャラクター
ハンギョドン
声 - 中尾隆聖
ハンギョドンは漢字で「半・魚丼」と綴る。
誕生日は3月14日。ハレー彗星が地球に接近した際にお寺の倉にある不思議な巻き物の封印が解けて現れた。魚座のB型。人を笑わせる事が得意だが、寂しがり屋でロマンチストという一面を持つ。ヒーローになりたいと思っているが、なぜかうまくいかない。
趣味はハンギョドングッズを集めること。
好きなものは冷やし中華、エビセン、鍋物、温泉。
タコのさゆりちゃんとは大の仲良しで、サンリオピューロランドのハンギョドンの頭上にもさゆりちゃんが乗っている。

すみれ
1986年1月設定追加。日本出身のハンギョドンの妹であるが、半魚人ではなくなぜかサンショウウオである。性格はしっかりしていて働き者で掃除好きだが、とても負けず嫌い。また少々おっちょこちょいでよく皿を割る。好きなものは梅干し。血液型はA型。誕生日は11月18日。

さゆり
声 - 佐久間レイ / 冨永みーな（「名探偵ハンギョドン」「ハンギョドンの007/2ドクターサンデーあらわるの巻」）
日本出身のタコで、ハンギョドンの親友。楽天的な性格で明るく元気で好奇心が旺盛である。宝物はせんす。好きなものは餃子や酢の物。血液型はB型。誕生日は5月9日。

イタロー
声 - 山田栄子
渦巻メガネをかけたイカで男のコ。几帳面な性格でコンピュータのように頭が固く、「午前3時45分6秒」と生まれた時の詳細な時刻を覚えているなど記憶力が高い。趣味は発明だが、使えそうな物が一つもなく、使えない物ばかり発明している。誕生日は1月2日。

おたまろ
声 - 柏倉つとむ
1986年4月設定追加。日本のとある川出身のオタマジャクシだが前足が付いている。趣味は散歩。性格は不明だが、好き嫌いなく食べ、特技はごはんをおかわりすることから食いしん坊とされる。血液型はA型。チャームポイントは泣きぼくろ。誕生日は12月10日頃。

きんぎょちゃん
声 - 吉田美保 / 林原めぐみ（「ハンギョドンの007/2ドクターサンデーあらわるの巻」）
縁日でハンギョドンが金魚すくいに失敗してばかりで、その様子を見てかわいそうに思った金魚すくいのおじさんからもらった赤い金魚で、ハンギョドンが大事に飼っている。そのハンギョドンに恩返しをしたいと神様にお願いして3日間だけキュートなガールフレンドに変身した。

## 映像化
『サンリオ世界名作劇場』シリーズ
- 『ハンギョドンのはだかの王様』（VHS ZMVZ-1268）

『オリジナルストーリーアニメ』シリーズ
- 「ハンギョドンのパラレル大作戦」シリーズ
  - 『恐竜王国は大さわぎ』（VHS SAVV-120）
  - 『花のお江戸は大さわぎ』（VHS SAVV-148 ISBN 978-4387930105 ）
「ハンギョドン」のタイトルで『ハンギョドンの007/2 ドクターサンデーあらわるの巻』とのカップリング版もバンダイよリ発売されている。
  - 『未来世界は大さわぎ』（VHS SAVV-156）
- 『ハンギョドンの007/2 ドクターサンデーあらわるの巻』（VHS SAVV-5005）
- 『名探偵ハンギョドン』（VHS SAVV-5008）

## イメージソング
「ハンギョドンのいけいけサンバ」
作詞：宮崎ナツミ 作曲：山﨑利明 編曲：淡海悟郎 歌：宮内良
1992年7月21日にサンリオより発売されたCDアルバム「こどもパラダイス」（SACV-2039）の7曲目に収録。4分27秒。
「ハンカチお化けの話」
作詞：鈴木みゆき 作曲/編曲：淡海悟郎 歌：岡崎裕美、山田恭子、中尾隆聖
1992年7月21日にサンリオより発売されたCDアルバム「こどもパラダイス」（SACV-2039）の9曲目に収録されている。2分25秒。
1番目をけろっぴ、2番をペックルが歌い、3番をハンギョドンが語っている。誰もがきっと夜中のトイレや夢で怖い思いをしたり、お化けに遭う可能性があるのだということを語るというもの。
「はみがきシュッシュシュ」
作詞：ビーンズ豆田 作曲：池毅 編曲：淡海悟郎 歌：中尾隆聖
1992年7月21日にサンリオより発売されたCDアルバム「楽しい毎日のために ぼくたちの一日ソング」（SACV-2033）の2曲目に収録。3分0秒。

### シングル
- 『サンリオキャラクター目覚ましCD ハローキティのおはよう!みんな』（1994年、サンリオ V-2616 ISBN 4-387-94071-9）
全9曲。当CDシングルの9曲目に「ハンギョドン」のタイトルで収録。楽曲ではなく、ハンギョドンが演じるドラマCDのような内容である。担当声優である中尾隆聖が演じている。

## 出版物
ハンギョドンのパラレル大作戦―恐竜王国は大さわぎ（サンリオキャラクター創作絵本）
発売日：1992年7月
著者：睦月 三日生
発売元：サンリオ
ISBN 978-4387921998
ハンギョドンの犯人をさがせ!―推理ゲーム
発売日：1993年8月
著者：甲谷勝
発売元：サンリオ
ISBN 978-4387922995
ハンギョドンの『老子』穏やかに過ごす道しるべ
朝日文庫編集部 編
発売日：2024年3月7日
ISBN：9784022651396
その他1980年代を中心に子供向けの書籍が多数出版されている。

## サンリオキャラクター大賞の順位
『いちご新聞』の読者投票企画「サンリオキャラクター大賞」で、1986年度（第1回）において3位を受賞し歴代最高である。
2013年サンリオキャラクター大賞24位。2013年サンリオキャラクター大賞の特別企画である「これやります宣言」で、「15位以内にランクインしたら「えびせんずバー」をオープンする」と宣言していたが、惜しくもランクインを逃した。
2017年のサンリオキャラクター大賞は総合順位は18位（いちご新聞ランキング22位）で、ランキング時のコメントは「さゆりと歩いたランウェイ、忘れません。」であった。
2020年のサンリオキャラクター大賞は総合順位は15位（いちご新聞ランキング19位）だが、コラボレーション部門ではYouTuberの「まあたそ」とコラボした「ハンギョドン」が1位を受賞した。また、コロナ関連によるサンリオショップの臨時休業が相次ぎ、思うようにサンリオショップ店頭からの投票（チップde投票）が出来なかったため、サンリオキャラクター大賞終了後の6月12日から30日にかけて、スピンアウト企画の 「チップde投票リターンズ」がサンリオショップ各店舗で開催され、サンリオショップのひとつのハーモニーランドにおいての結果は「ハンギョドン」は11位であった（この回の票は、公式にはサンリオキャラクター大賞本戦の結果には反映されない）。
2021年のサンリオキャラクター大賞は総合順位は13位、いちご新聞ランキングでは14位を獲得した。いちご新聞ランキングでは去年より5位も順位を上げた 。
ハーモニーランドでの「チップde投票」では10位を獲得した。
また、いちご新聞オリジナル企画で2016年より「サブキャラコンテスト」が開催されている。第1回（2016年）の「サブキャラコンテスト」では「さゆり」が22位にランクインされ、第2回（2017年）の「サブキャラコンテスト」では「きんぎょちゃん」が48位にランクインされ、第3回（2018年）の「サブキャラコンテスト」ではエントリーなしであった。第4回（2019年）は第1回（2016年）〜第3回（2018年）までの上位20キャラクター同士の決戦コンテストで、「ハンギョドン」のサブキャラはいずれも上位20位圏外のため参戦なしであった。仕切り直しとなる第5回（2020年）の「サブキャラコンテスト」では「さゆり」がエントリーし、17位にランクインされた。
- 2025年サンリオキャラクター大賞8位
- 2024年サンリオキャラクター大賞8位
- 2023年サンリオキャラクター大賞7位
- 2022年サンリオキャラクター大賞8位
- 2021年サンリオキャラクター大賞13位（いちご新聞ランキング14位[30]）。
- 2020年サンリオキャラクター大賞15位（いちご新聞ランキング19位[31]）。
- 2019年サンリオキャラクター大賞18位（いちご新聞ランキング24位[32]）。
- 2018年サンリオキャラクター大賞18位（いちご新聞ランキング37位[33]）。
- 2017年サンリオキャラクター大賞18位（いちご新聞ランキング22位[34]）。
- 2016年サンリオキャラクター大賞30位（いちご新聞ランキング25位[35]） ／ なでる投票23位[36]。
- 2015年サンリオキャラクター大賞30位[37]（いちご新聞ランキング27位[38]）。
- 2014年サンリオキャラクター大賞20位圏外[39][注釈 2]（いちご新聞ランキング27位[41]）。
- 2013年サンリオキャラクター大賞24位。
- 2012年サンリオキャラクター大賞18位[42]。
- 2011年サンリオキャラクター大賞21位[43]。
- 2010年サンリオキャラクター大賞20位圏外[44]。
- 1989年〜2009年サンリオキャラクター大賞10位圏外[2]。
- 1988年サンリオキャラクター大賞8位。
- 1987年サンリオキャラクター大賞8位。
- 1986年サンリオキャラクター大賞3位[2]。

## 著名なファン
- まあたそ - YouTuber[45]
- 北原里英 - 女優
- 青木淳也 - お笑い芸人
- 宮崎湧 - 俳優
- 鈴木夕湖 - カーリング選手
- 刈込奈那 - 女子競輪選手
- 山下美月 - 乃木坂46メンバー、モデル、女優[注釈 3]
- 大和明桜 - 虹のコンキスタドールメンバー[46]
- 森日菜美 - 女優
- 盛山晋太郎 - お笑い芸人、見取り図メンバー[47]
- 辻󠄀希美[48]
- ビビる大木 - お笑い芸人[49]
- 島田麻央 - フィギュアスケート選手[50]
- はりーシ - 配信者

## その他
- 『いちご新聞』でハンギョドンが初めて表紙を飾ったのは、1985年10月号（212号）である[3]。
- 1989年から1991年にかけて上映された映画サンリオアニメフェスティバル（第1〜3回）の冒頭の主題歌（杉並児童合唱団「不思議の森のパジャマパーティ」）のシーンで、キティを初めさまざまなサンリオキャラクターが登場するが、その中にハンギョドンとそのサブキャラ（さゆりとイタローとおたまろ）も登場する。また、第3回サンリオアニメフェスティバルの3本立て同時上映のうちの1本である「けろけろけろっぴの三銃士」では冒頭の紹介シーンでハンギョドンとキンギョちゃんが登場するのを初め、本編でもハンギョドンが扮するバッキンガム公爵やキンギョちゃんが扮するアンヌ王妃が登場する[注釈 4]。
- 1993年7月、不二ラテックスがコンビニエンスストア向けにおさるのもんきちとハンギョドンのコンドームを発売した[51]。
- 1998年11月に発売されたゲームボーイ用ソフト『サンリオタイムネット』の最終ダンジョンで作品内のモンスターである「ときのかけら」の一体として登場する。
- 2020年1月、「はぴだんぶい」と称されるキャラクターユニットが結成され、そのメンバーの一人に起用され、商品展開が行なわれる[52][53]。2020年5月5日にはユートレジャーからハンギョドンの高額なプラチナ950製ネックレスが発売された[54]。